# ماركوس باترسون
ماركوس باترسون (بالإنجليزية: Monty Patterson)‏ (9 ديسمبر 1996 بنيوزيلندا - ) هو لاعب كرة قدم نيوزلندي في مركزي الهجوم ومهاجم ‏. شارك مع منتخب نيوزيلندا لكرة القدم. أما مع النوادي، فقد لعب مع إيبسويتش تاون.

## وصلات خارجية
- ماركوس باترسون على موقع الاتحاد الدولي (مؤرشف)  (الإنجليزية)
- ماركوس باترسون على موقع قاعدة بيانات كرة القدم.إي يو (الإنجليزية)
- ماركوس باترسون على موقع ناشيونال فوتبول تيمز (الإنجليزية)
- ماركوس باترسون على موقع Soccerway.com (الإنجليزية)
- ماركوس باترسون على موقع عالم كرة القدم.نت (الإنجليزية)